# Годунов-Толстой, Яков Михайлович
Яков Михайлович Годунов-Толстой († 1607) — окольничий и воевода во времена правления Ивана IV Васильевича Грозного, Фёдора Ивановича, Бориса Годунова и Смутное время. 
Третий из шести сыновей воеводы Михаила Васильевича Годунова-Толстого († после 1565). Дальний родственник царя Бориса Годунова. Братья — Иван Язка, Фёдор Мигун, Константин, Матвей и Иван Меньшой Годуновы.

## Биография
Впервые упоминается, когда «нёс каравай государя» на 7-й свадьбе царя Ивана Грозного с Марией Фёдоровной Нагой (1580).
Служил первым воеводой в Новосиле (1589—1592). Водил «по татарским вестем» передовой полк в Дедилов (апрель 1593). Ходил «на берег» со сторожевым полком вторым воеводой (июнь 1597).
Участвовал в Серпуховском походе царя Бориса Годунова против хана Казы-Гирея Боры: «И отпустил государь… в Серпухов околничева Якова Михайловича Годунова да из дворян Ивана Михайловича Пушкина, а велел ему на свой государев стан занять место на лугу, проехав Владычен монастырь блиско Оки реки» (май 1598).
Принимал участие в праздничном обеде в честь прибывшего в Москву шведского королевича Густава (август 1599).
Упоминается среди бояр и окольничих «на Москве… для огней и для всякого береженья: от Неглинны по Покровскую улицу…» (1603).
После смерти царя Бориса Годунова и вступления на царский трон Лжедмитрия I, Яков Михайлович Годунов попал в опалу и был сослан на воеводство в Свияжск (1605).
Скончался, не оставив после себя потомства († 1607).
Жена: неизвестная по имени дочь Андрея Клобукова.